# Cratere Solace
Solace  è un cratere sulla superficie di Venere.